# PAC CT/4

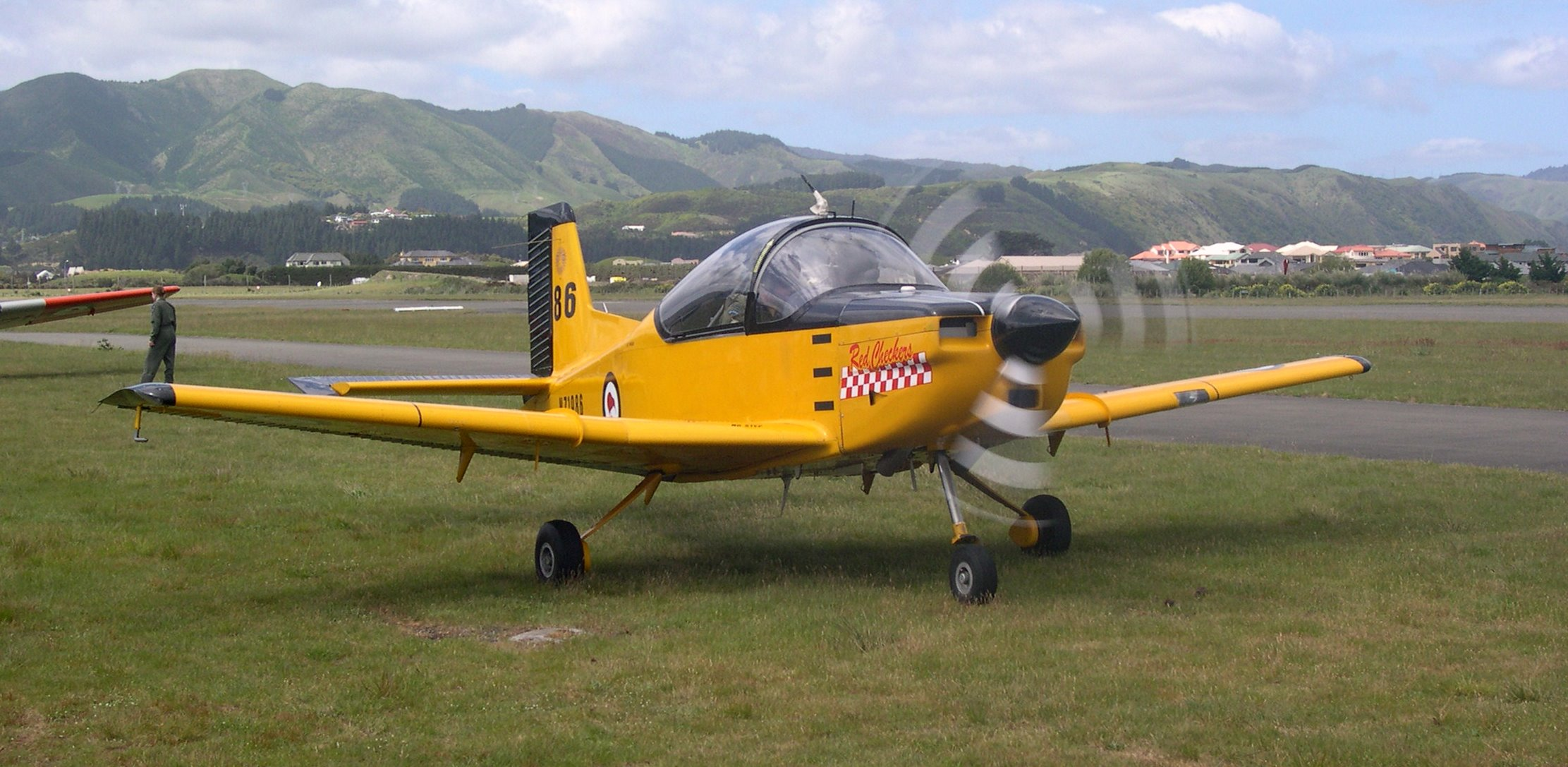
Un PAC CT-4 nella gialla livrea dei reparti da addestramento RNZAF.

Il PAC CT/4 è un monomotore da addestramento ad elica (a pistoni) con capacità acrobatiche prodotto dall'azienda neozelandese Pacific Aerospace Corporation (PAC) ed utilizzato come addestratore basico nelle scuole di volo militari di diverse nazioni, tra le quali la Royal Australian Air Force.

## Utilizzatori
Australia
- Royal Australian Air Force

esemplari sia ex RAAF/RNZAF che nuova costruzione utilizzati per la formazione.
- ADF Basic Flying Training School
- Central Flying School RAAF

 Hong Kong
- Royal Hong Kong Auxiliary Air Force

 Israele
- Heyl Ha'Avir

un esemplare di CT/4E.
 Nuova Zelanda
- Royal New Zealand Air Force
  - Pilot Training School

 Rhodesia
- Royal Rhodesian Air Force

embargo da parte del governo della Nuova Zelanda.
 Thailandia
- Kongthap Akat Thai

 Singapore
- Angkatan Udara Republik Singapura

Defence Science and Technology Agency e Singapore Youth Flying Club.